# Angela Winkler
Angela Winkler (Templin, 22 de enero de 1944) es una actriz alemana.

## Biografía
Nacida en Templin, Winkler estudió Tecnología Médica en Stuttgart. Interesada en el teatro, se trasladó a la ciudad de Munich, donde tomó clases de artes dramáticas con Ernst Fritz Fürbringer. En 1967 tuvo su primer papel teatral en Kassel.
En 1969 interpretó el papel principal en la película de Peter Fleischmann Jagdszenen aus Niederbayern. Tras ver la cinta, Peter Stein le ofreció un puesto en el tratro Schaubühne am Lehniner Platz. Winkler actuó en las tablas de Berlín entre 1971 y 1978.
Su siguiente película, The Lost Honour of Katharina Blum, dirigida por Volker Schlöndorff y Margarethe von Trotta, la convirtió en una estrella del cine alemán. Por su papel como Katharina Blum, la actriz recibió el premio Deutscher Filmpreis. En 1979 logró reconocimiento internacional interpretando a la madre de Oskar Matzerath en la cinta El tambor de hojalata, adaptación del libro del mismo nombre del autor Günter Grass.
Más recientemente, Winkler apareció en la serie de televisión Dark (2017) – primera serie en idioma alemán en el catálogo de Netflix – y en la película de Luca Guadagnino Suspiria (2018).

### Plano personal
Winkler vive con el escultor Wiegand Wittig y sus cuatro hijos.

## Filmografía
- Hunting Scenes from Bavaria (1969)
- The Lost Honour of Katharina Blum (1975)
- Die Linkshändige Frau (1978)
- Messer im Kopf (1978)
- Germany in Autumn (1978)
- The Tin Drum (1979)
- Letzte Liebe (1979)
- La provinciale (1981)
- Danton (1983)
- Heller Wahn (1983)
- Ediths Tagebuch (1983)[3]
- De grens (1984)
- Bronsteins Kinder (1991)
- Benny's Video (1992)
- Der Kopf des Mohren (1995)
- Die Bubi Scholz Story (1998)
- Das Geheimnis im Moor (2006)
- Ferien (2007)
- House of the Sleeping Beauties (2008)
- Three (2010)
- Hell (2011)
- Clouds of Sils Maria (2014)
- Dark (2017)
- Suspiria (2018)

## Teatro
- 1996 The Cherry Orchard de Anton Chekhov
- 1999 Hamlet de Shakespeare
- 2000 Rosmersholm de Henrik Ibsen
- 2002 Anatol de Arthur Schnitzler
- 2003 The Night of the Iguana de Tennessee Williams
- 2003 Mutter Courage und ihre Kinder de Bertolt Brecht
- 2004 Peer Gynt de Henrik Ibsen
- 2005 The Winter's Tale de Shakespeare
- 2007 Die Dreigroschenoper de Bertolt Brecht